# Ciferal
 (novembre 2016).
Si vous disposez d'ouvrages ou d'articles de référence ou si vous connaissez des sites web de qualité traitant du thème abordé ici, merci de compléter l'article en donnant les références utiles à sa vérifiabilité et en les liant à la section « Notes et références ».
Ciferal est une ancienne entreprise brésilienne fabriquant des carrosseries d'autobus.

## Présentation et historique

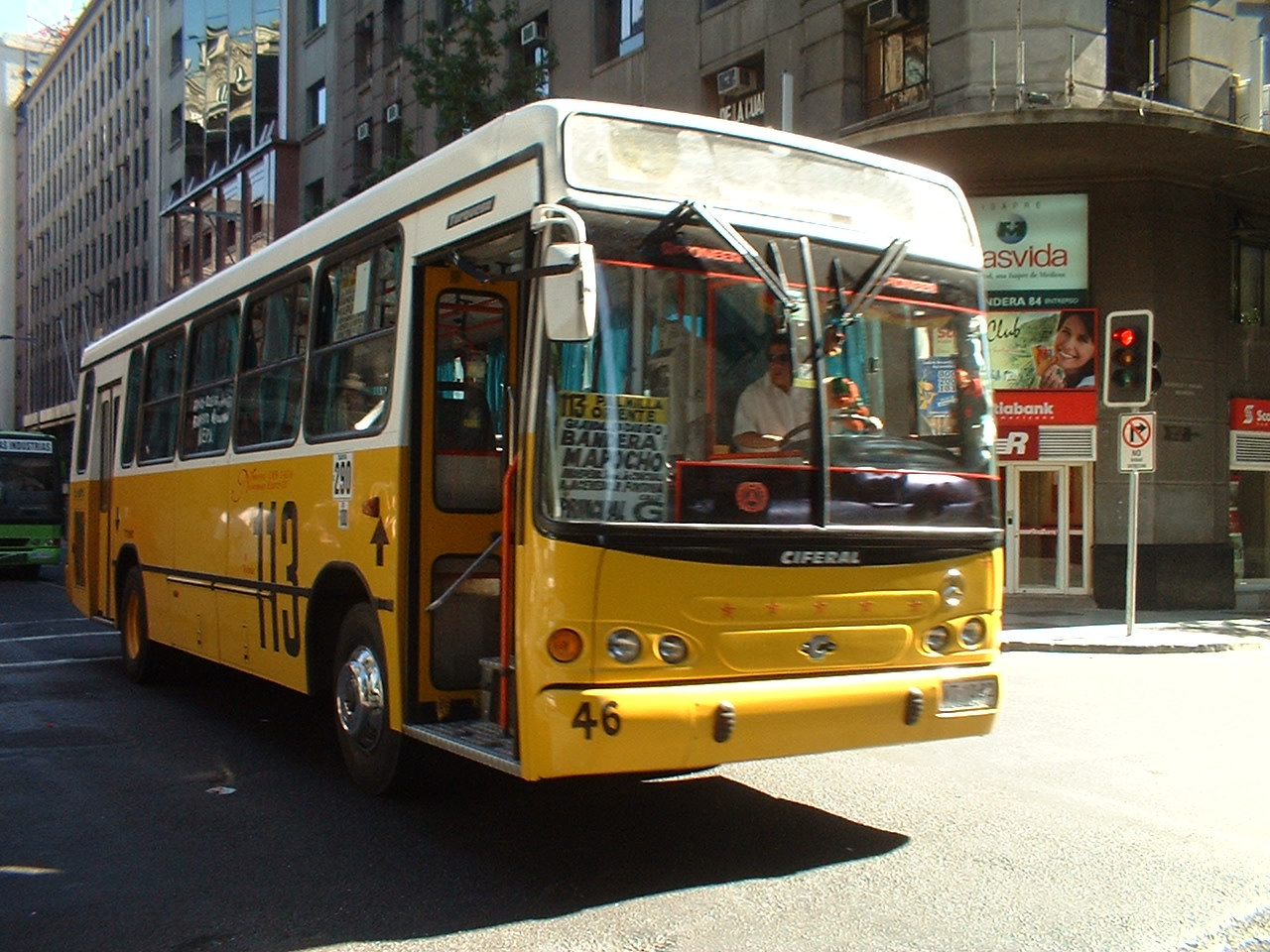
Bus Ciferal à Santiago du Chili

La société, fondée en 1955, est d'abord installée à Ramos, un quartier de Rio de Janeiro. En 1992, elle déménage à Xerém, dans la ville de Duque de Caxias.
En 2001, elle est acquise par Marcopolo S.A., société qui est devenue l'une des plus grandes unités de fabrication de bus d'affaires à travers le Brésil, en mettant l'accent sur la production de véhicules urbains. En 1992, la société Ciferal a complété l'ouverture de son siège à Rio Grande do Sul.
En décembre 2013, Marcopolo annonce qu'il met fin à la marque Ciferal et que la société est rebaptisée Marcopolo Rio.